# Stazione di Bochum Centrale
La stazione di Bochum Centrale (in tedesco Bochum Hbf) è la principale stazione ferroviaria della città tedesca di Bochum.

## Storia
Il fabbricato viaggiatori originario, distrutto durante la seconda guerra mondiale, venne inizialmente sostituito da un nuovo piccolo fabbricato provvisorio, costruito sulle fondamenta del vecchio edificio su progetto di Wilhelm Bangen e ultimato nel 1949 in occasione del 73. Deutscher Katholikentag.
Pochi anni dopo si decise di costruire un nuovo grande fabbricato definitivo, ma spostato di 800 metri verso est, nell'ambito del ridisegno urbanistico generale del centro cittadino; i lavori iniziarono nel maggio del 1955 e si conclusero nello stesso mese del 1957. Il fabbricato "provvisorio" del 1949 fu inizialmente riutilizzato come edificio di servizio e in seguito abbandonato.

## Strutture e impianti
Il fabbricato viaggiatori, costruito in stile moderno tipico del dopoguerra, è un edificio a pianta rettangolare molto allungata, lungo quasi 150 metri e profondo 14,4 metri; la facciata ha un disegno uniforme basato sulla struttura ortogonale delle finestre, sul quale contrasta l'ingresso sovrastato da un'ardita pensilina curvilinea in calcestruzzo armato precompresso.

## Movimento

### Trasporto regionale e S-Bahn
La stazione è servita dalle linee RegioExpress RE 1, RE 6, RE 11 e RE 16, dalle linee regionali RB 40 e RB 46, e dalla linea S 1 della S-Bahn.

## Galleria d'immagini

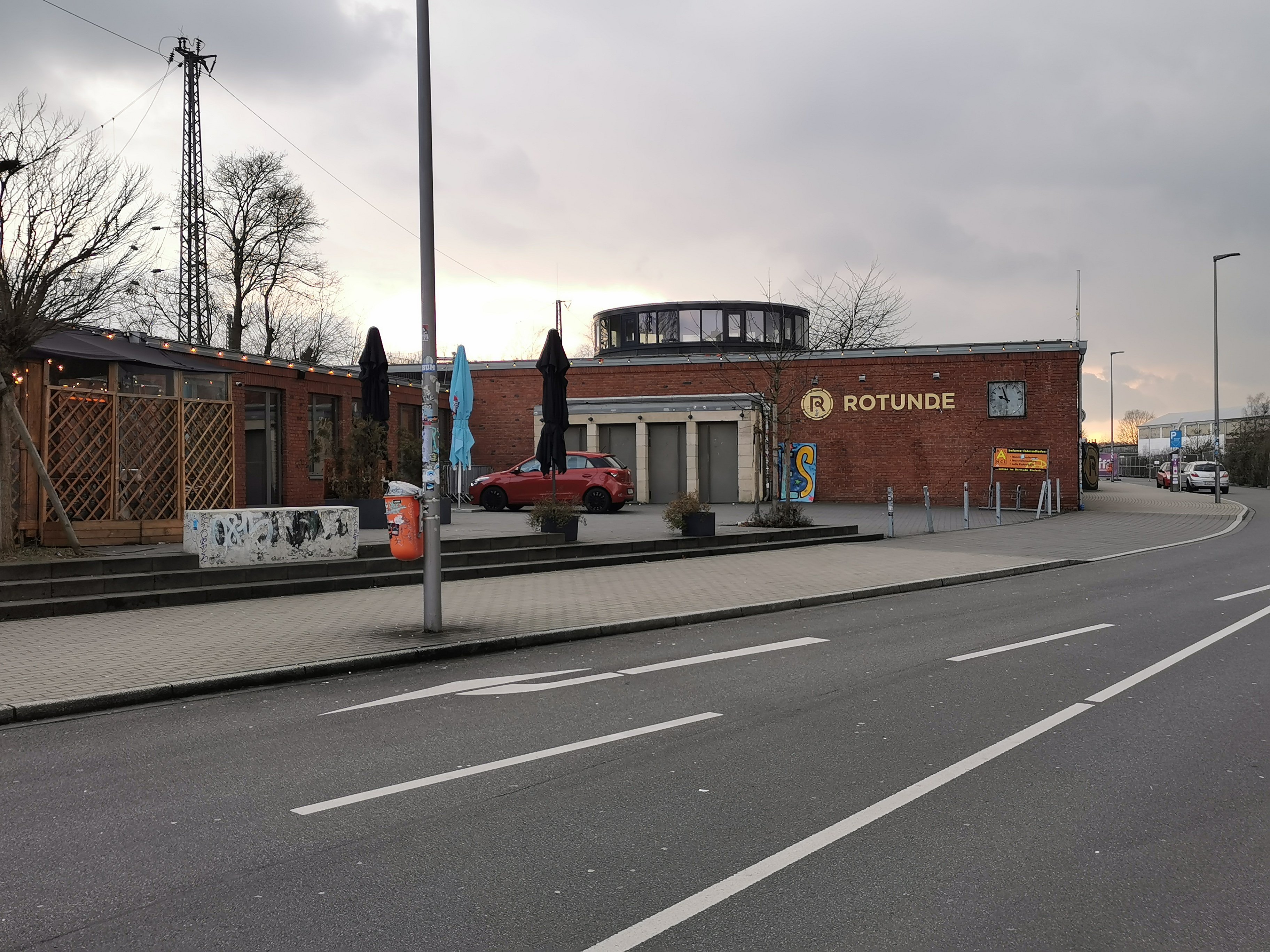
Il fabbricato viaggiatori "provvisorio" del 1949

### Esplicative
1. ↑  abbreviazione di Bochum Hauptbahnhof, letteralmente "Bochum stazione principale"

### Bibliografiche
1. ↑  Schack (2004), p. 27.
2. 1 2  Schack (2004), p. 140.
3. 1 2 3  Schack (2004), p. 49.
4. ↑  Schack (2004), p. 143.
5. ↑   Schnellverkehrsplan VRR (PDF), su vrr.de. URL consultato il 4 maggio 2019 (archiviato dall'url originale il 15 dicembre 2017).